# Ludwig Knorr
Pour les articles homonymes, voir Knorr (homonymie).
Ludwig Knorr (né le 2 décembre 1859 à Munich ; mort le 4 juin 1921 à Iéna), est un chimiste allemand.

## Biographie
Après le baccalauréat (Abitur), Ludwig Knorr étudie la chimie à Munich, Heidelberg et plus tard à Erlangen. Il obtient son doctorat à Erlangen en 1882 chez Emil Fischer, puis son habilitation en 1885. Il suit Fischer à Wurtzbourg. En 1889, il devient titulaire de la chaire de chimie de l'université d'Iéna, dont il est titulaire jusqu'à sa mort.
Son domaine de recherche est principalement la chimie des substances actives et des médicaments. Il synthétise ainsi des analgésiques, comme la phénazone et le pyramidon dont il sait reconnaître l'intérêt économique.
Avec Carl Paal (de) il développe la synthèse qui porte leurs noms, synthèse de Paal et Knorr.
L'université d'Erlangen décerne depuis 1997 le prix Ludwig-Knorr.

## Sources
- (de) Cet article est partiellement ou en totalité issu de l’article de Wikipédia en allemand intitulé « Ludwig Knorr » (voir la liste des auteurs).